# ビッグベストテン
『ビッグベストテン』は、1979年11月2日から1980年3月28日までフジテレビ系列局で放送されていた音楽番組である。フジテレビとワイドプロモーションの共同製作。放送時間は毎週金曜 20:00 - 20:54 （日本標準時）。

## 概要
フジテレビがTBSの『ザ・ベストテン』に対抗してゴールデンタイムに投入した番組で、「黒柳さん、久米さん、見てますかー!」をキャッチフレーズにしていた。司会は、当時ニッポン放送のアナウンサーだった高嶋秀武と女優の丘みつ子が務めていた。高嶋の起用は、フジテレビとニッポン放送がグループ企業だからできたことであり、高嶋は出向という形で出演していた。一方の丘は、放送開始から3か月後の1980年2月上旬に番組を降板した。
『ザ・ベストテン』と同じく1時間の生放送番組で、毎回音楽ランキングを発表していた。また、『ザ・ベストテン』のように各地からの中継も行っていた（当初は司会の高嶋や丘が「第○中継地点-!」と呼んでいた）。
『ザ・ベストテン』のランキングとの大きな違いは、有線放送のポイントが加味されていないことだった。ラジオのポイントはニッポン放送『不二家歌謡ベストテン』のものを使用し、ハガキリクエストについては「ファン投票」と呼んでいた。ランキングの発表時には、電光掲示板風のマグサインボードに「第○位 XXXX点 <曲名> <歌手名> Big Best 10（番組タイトルロゴ）」と1曲ずつ大きく表示していた。後に、「レコード○位 ラジオ○位 ファン○位」の3要素のランキングも発表するようになった。このランキングは、当初は高嶋が早口で読み上げていた。
ランクインした歌手は、「光のトンネル」と呼ばれる電飾された八角形のゲートをくぐって登場していた。一時期は番組の冒頭で、当日の出演歌手全員が揃って出てきていた（中継呼び出し時にも顔出ししていた）。出場歌手には、曲名入りの黄金のマイクをプレゼントしていた。このマイクは、曲がランクインしている間はその歌手のマイマイクとして使われていた。
初回で第1位となった曲は桑名正博の「セクシャルバイオレットNo.1」であるが、当の桑名は千葉大学祭のコンサート終了後、スタジオに向かう途中に高速道路渋滞に巻き込まれ、スタジオ入りしたのは本番終了数分前になってからであるため、この回では結局歌うことができなかった。さだまさしの「親父の一番長い日」が第1位になったときには番組自体を19:30放送開始にし、フルコーラスで歌ってもらった（1979年11月23日放送。この回は「ベストテン総登場」と予告していた）。バラクーダの「日本全国酒飲み音頭」は、『ザ・ベストテン』には一度もランクインしなかったが、この番組には何度もランクインした。
末期には、出演が予定されていた歌手が欠席したときのピンチヒッターが登場するようになった。
- たとえば裏番組の『3年B組金八先生』（第1シリーズ）の主題歌である海援隊の「贈る言葉」がランクインした時には、武田鉄矢をはじめとするメンバーはオンエアによるダブルブッキングを認められていないことを理由に、グループとして参加することができなかった。そのため、代わりに石野真子が登場して歌った。
- 沢田研二の「TOKIO」がランクインした時にはタモリが登場したが、タモリは「TOKIO〜」の節しか歌わなかった。
- 郷ひろみの「セクシー・ユー」が第4位にランクインした当日（1980年2月29日）、郷本人が風邪の悪化で出演辞退。代わりに郷のものまねで有名だった若人あきら（後の我修院達也）が、郷の実母の依頼で急遽登場し、そのまま本人になりきって歌った。
- アリスの「秋止符」がランクインした時には、細川たかしと新沼謙治が登場。新沼は持ち歌にフォーク調のものもあったので特に問題なく歌唱できていたが、細川はこぶしを回して歌っていた。

オープニングテーマとエンディングテーマは、同時期に劇場公開された『夢一族 ザ・らいばる』のサウンドトラック収録曲である「BLACK-RIDER」（作曲：都倉俊一 / 演奏：都倉俊一＆グランド・オーケストラ）。当初はオープニングで、『ザ・ベストテン』で10位以内に入った曲のランキングを「アチラのベストテン」としてフリップを使って紹介していた。
『夜のヒットスタジオ』と同じ制作班が手掛けた番組であったが、当番組はモノラル放送で制作され、ステレオ放送に備えてバンド編成を強化した『夜のヒットスタジオ』と比べて演出面でも見劣りする感が否めず、平均視聴率も5〜6%（ビデオリサーチ調べ、関東地方）と低迷したことで、番組は5か月で打ち切られた。最終回のエンディングでは、その回の出演者全員に金のマイマイクを高嶋が手渡していくシーンが放送された。
歌手がスタジオに来られない時でも『ザ・ベストテン』同様の追いかけ中継を行い中継リポーターには芸能コメンテーターの福岡翼らが起用された。

## スタッフ
月曜22:00枠で放送されていた『夜のヒットスタジオ』の当時のスタッフ班が制作に参加していた。
- 構成：塚田茂、高田文夫、スタッフ東京
- 音楽：青木望、広瀬健次郎
- テーマ音楽：都倉俊一とグランドオーケストラ
- 演奏：ダン池田とニューブリード
- 美術：石鍋伸一郎
- デザイン：馬場文衛
- メーク：山口千鶴
- タイトル：藤井苑子
- 振付：西条満
- 踊り：スクールメイツ
- ディレクター：井上信悟
- 演出：疋田拓、渡邉光男
- プロデューサー：疋田拓

## 放送局
系列については放送当時のものを記載。
| 放送対象地域   | 放送局         | 系列                                         | 備考                             |
| -------------- | -------------- | -------------------------------------------- | -------------------------------- |
| 関東広域圏     | フジテレビ     | フジテレビ系列                               | 製作局                           |
| 北海道         | 北海道文化放送 | フジテレビ系列                               |                                  |
| 秋田県         | 秋田テレビ     | フジテレビ系列                               |                                  |
| 宮城県         | 仙台放送       | フジテレビ系列                               |                                  |
| 山形県         | 山形テレビ     | フジテレビ系列 テレビ朝日系列                |                                  |
| 福島県         | 福島テレビ     | TBS系列 フジテレビ系列                       |                                  |
| 長野県         | 長野放送       | フジテレビ系列                               |                                  |
| 静岡県         | テレビ静岡     | フジテレビ系列                               |                                  |
| 富山県         | 富山テレビ     | フジテレビ系列                               |                                  |
| 石川県         | 石川テレビ     | フジテレビ系列                               |                                  |
| 福井県         | 福井テレビ     | フジテレビ系列                               |                                  |
| 中京広域圏     | 東海テレビ     | フジテレビ系列                               |                                  |
| 近畿広域圏     | 関西テレビ     | フジテレビ系列                               |                                  |
| 島根県・鳥取県 | 山陰中央テレビ | フジテレビ系列                               |                                  |
| 岡山県・香川県 | テレビ岡山     | フジテレビ系列                               | 現・岡山放送                     |
| 広島県         | テレビ新広島   | フジテレビ系列                               |                                  |
| 山口県         | テレビ山口     | TBS系列 フジテレビ系列                       |                                  |
| 愛媛県         | テレビ愛媛     | フジテレビ系列                               | 放送当時の正式社名は「愛媛放送」 |
| 福岡県         | テレビ西日本   | フジテレビ系列                               |                                  |
| 佐賀県         | サガテレビ     | フジテレビ系列                               |                                  |
| 長崎県         | テレビ長崎     | 日本テレビ系列 フジテレビ系列                |                                  |
| 熊本県         | テレビ熊本     | 日本テレビ系列 フジテレビ系列 テレビ朝日系列 |                                  |
| 宮崎県         | テレビ宮崎     | 日本テレビ系列 フジテレビ系列 テレビ朝日系列 |                                  |
| 鹿児島県       | 鹿児島テレビ   | 日本テレビ系列 フジテレビ系列 テレビ朝日系列 |                                  |
| 沖縄県         | 沖縄テレビ     | フジテレビ系列                               |                                  |

当時日本テレビ系列・フジテレビ系列・テレビ朝日系列のクロスネット局だった新潟総合テレビ（現・NST新潟総合テレビ）とテレビ大分は、本番組をネットせずに日本テレビの『太陽にほえろ!』を放送していた。